# Пельгжимка (Люблінське воєводство)
Пельгжимка (пол. Pielgrzymka) — село в Польщі, у гміні Юзефув-над-Віслою Опольського повіту Люблінського воєводства.
Населення — 42 особи (2011).

## Демографія
Демографічна структура станом на 31 березня 2011 року:
|          | Загалом | Допрацездатний вік | Працездатний вік | Постпрацездатний вік |
| -------- | ------- | ------------------ | ---------------- | -------------------- |
| Чоловіки | 22      | 2                  | 16               | 4                    |
| Жінки    | 20      | 5                  | 8                | 7                    |
| Разом    | 42      | 7                  | 24               | 11                   |